# 救國團劍潭海外青年活動中心
25°04′39″N 121°31′28″E / 25.077586°N 121.524358°E

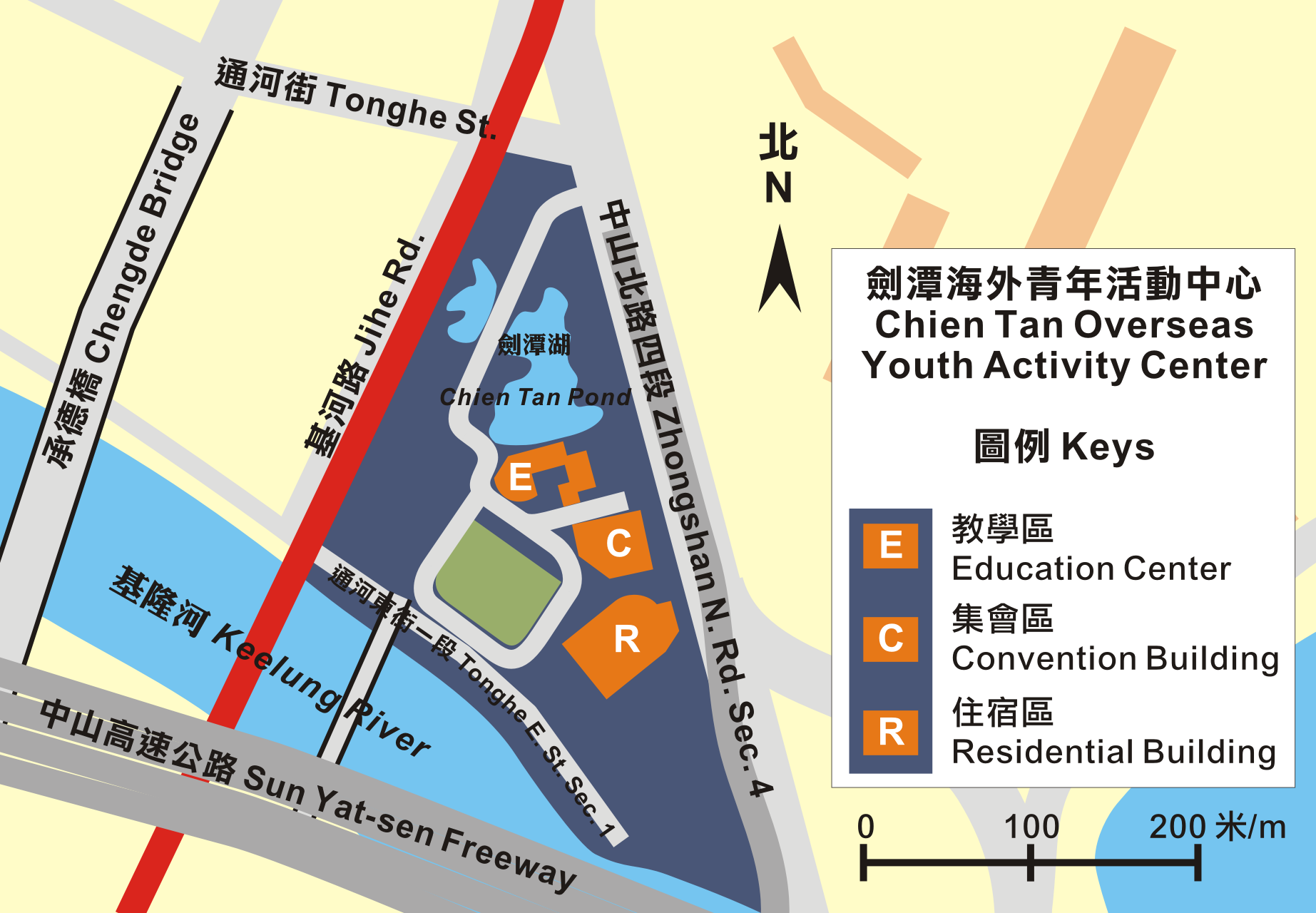
平面地圖

劍潭海外青年活動中心（英語：Chien Tan Overseas Youth Activity Center）座落於台北市劍潭，又稱劍潭青年活動中心，是由中國青年救國團營運的青年活動中心，也是綜合性的會議中心。鄰近台北捷運淡水線劍潭站、面對劍潭公園。活動中心鄰近基隆河畔，屬於台北都會區的中心位置。設計師為朱祖明。
立法院於2015年通過《發展觀光條例》修正案，刪除該法第24條第3項，「非以營利為目的且供特定對象住宿之場所，由各該目的事業主管機關就其安全、經營等事項訂定辦法管理之」，並增訂第71-2條「於本條例中華民國一百零四年一月二十二日修正施行前，非以營利為目的且供特定對象住宿之場所而有營利之事實者，應自本條例修正施行之日起十年內，向地方主管機關申請旅館業登記、領取登記證及專用標識，始得繼續營業。」；同年6月，教育部亦預告廢止《青年活動中心住宿設施管理及安全維護辦法》。
換言之，2025年前若未取得旅館業登記，不得營運；綜合考量後，並與北市府展開多次協商後，救國團宣布劍潭海外青年活動中心營運至2024年12月31日，之後無償捐贈地上物予臺北市府。
中華民國立法院於2025年1月7日三讀通過交通部觀光署增訂《發展觀光條例》第70條第2項修正案，同意國內包含劍潭青年活動中心等提供特定對象旅宿服務組織申請轉型之期限延長5年。
2025年1月20日，由副市長李四川主持的會議決定，在找到委外廠商接管前，先由救國團繼續使用劍潭青年活動中心，並依規定向台北市政府繳費使用。

## 概要

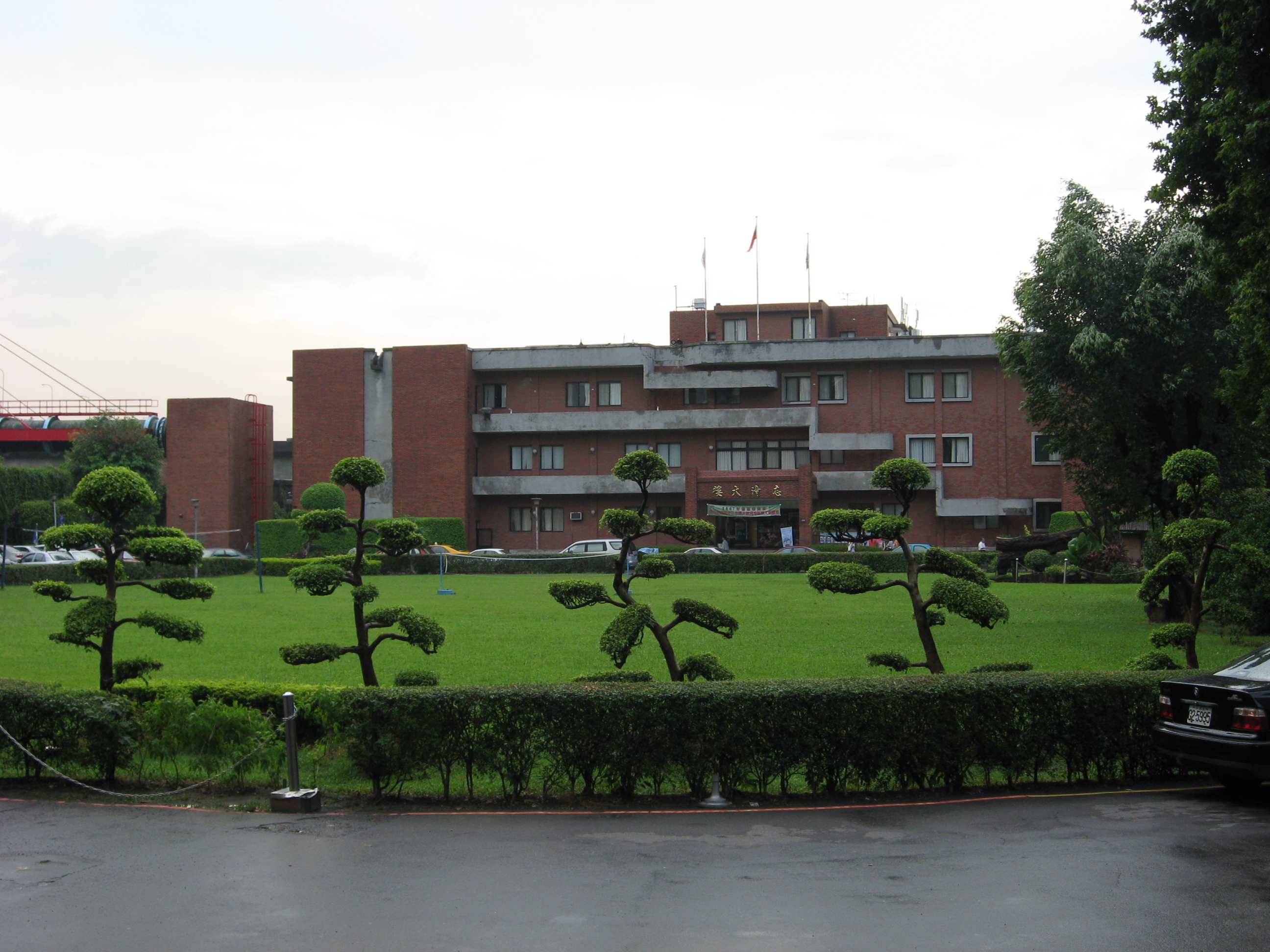
志清大樓

劍潭海外青年活動中心於1986年完工，是位於台北市中心的大型會議場所及青年旅館，範圍內土地總計6.0244公頃；其中3.7882公頃為台北市政府經管之市有地，另有中華民國國家安全局及臺灣鐵路公司所屬公有地2.0471公頃，不過該等土地均統由救國團管理營運。
活動中心內有三棟相連的建築：10層樓高的住宿大樓，劍潭旁的教育大樓，以及位於前二者之間、新裝修完成的大禮堂。建築群面向一片大草坪，可眺望基隆河及劍潭山之景。住宿大樓與會議場地連接，且所有房間均設有空調，一共提供889個床位可容納956位住客，並包括多種房間選擇，由豪華套房至8人房均備。

## 主要活動
1996年1月16日，因應1996年中華民國總統選舉與1996年中華民國國民大會代表選舉，民主進步黨在此處舉行第一次「總統、國代選舉擴大輔選會議」。
1998年4月18日，民主進步黨在此處舉行黨主席選舉及黨代表選舉。
2005年7月8日至7月10日，民主進步黨中國事務部與民主進步黨青年發展部在此處舉辦兵棋推演「紅色警戒：台海風雲2005兵棋推演」。
2006年7月10日，民主進步黨在此處舉行全國黨員代表大會黨代表預備會議。2007年8月2日至8月5日，中華民國維基媒體協會在此處主辦2007年維基媒體國際大會。2010年8月，民主進步黨在此處舉行里長人才培訓班。2014年，民主進步黨臺北市黨部在此處舉行連續2場監票人員訓練課程。
2014年9月6日，青年佔領政治在此處312教室以「首選」為主題舉辦「會師記者會」。

## 鄰近景點
- 士林夜市
- 士林官邸
- 陽明山國家公園

## 相關項目
- 中國青年救國團

## 外部連結
- 救國團劍潭青年活動中心 （页面存档备份，存于）
  - 劍潭海外青年活動中心的Facebook專頁
- 救國團金山青年活動中心 （页面存档备份，存于）
  - 金山青年活動中心的Facebook專頁
- 救國團復興青年活動中心 （页面存档备份，存于）
  - 角板山復興青年活動中心Jiaobanshan Fuxing Youth Activity Center的Facebook專頁
- 救國團日月潭青年活動中心 （页面存档备份，存于）
  - 救國團日月潭青年活動中心的Facebook專頁
- 救國團溪頭青年活動中心 （页面存档备份，存于）
  - 溪頭青年活動中心的Facebook專頁
- 救國團阿里山青年活動中心 （页面存档备份，存于）
  - 阿里山青年活動中心的Facebook專頁
- 救國團曾文青年活動中心 （页面存档备份，存于）
  - 曾文青年活動中心的Facebook專頁
- 澄清湖水漾會館(原傳習齋) （页面存档备份，存于）
  - 澄清湖水漾會館的Facebook專頁
- 救國團墾丁青年活動中心 （页面存档备份，存于）
  - 墾丁青年活動中心的Facebook專頁
- 救國團天祥青年活動中心 （页面存档备份，存于）
  - 太魯閣天祥青年活動中心的Facebook專頁
- 救國團澎湖青年活動中心 （页面存档备份，存于）
  - 救國團澎湖青年活動中心的Facebook專頁
- 救國團金門青年活動中心 （页面存档备份，存于）
  - 救國團金門青年活動中心的Facebook專頁
- 救國團觀雲山莊 （页面存档备份，存于）

| 中國青年救國團所管機關一覽 |
| 青年活動中心 |
| --- |
| 北部地方：劍潭中心｜金山中心（退出）｜復興中心｜石門山中心（退出） 南投、嘉義：日月潭中心｜溪頭中心｜阿里山中心 台南、高雄：曾文中心｜澄清湖中心（退出）｜西子灣中心｜梅山中心（退出） 花東、屏東與離島：天祥中心｜墾丁中心｜澎湖中心｜金門中心 |
| 山莊 |
| 桃園：霞雲山莊｜巴陵山莊 中橫沿線：霧社山莊（廢）｜大禹嶺山莊（廢）｜觀雲山莊｜洛韶山莊（廢）｜慈恩山莊（廢） 南橫沿線：埡口山莊（廢）｜利稻山莊（廢）                                                                                          |
| 學苑、其他設施 |
| 學苑：台北學苑（廢）｜台中學苑（廢）｜嘉義學苑｜台南學苑（廢）｜宜蘭學苑（廢）｜花蓮學苑 其他設施：霞雲探索學校｜傳習齋 ■模板／■討論頁 |